# دافيدسفوندز

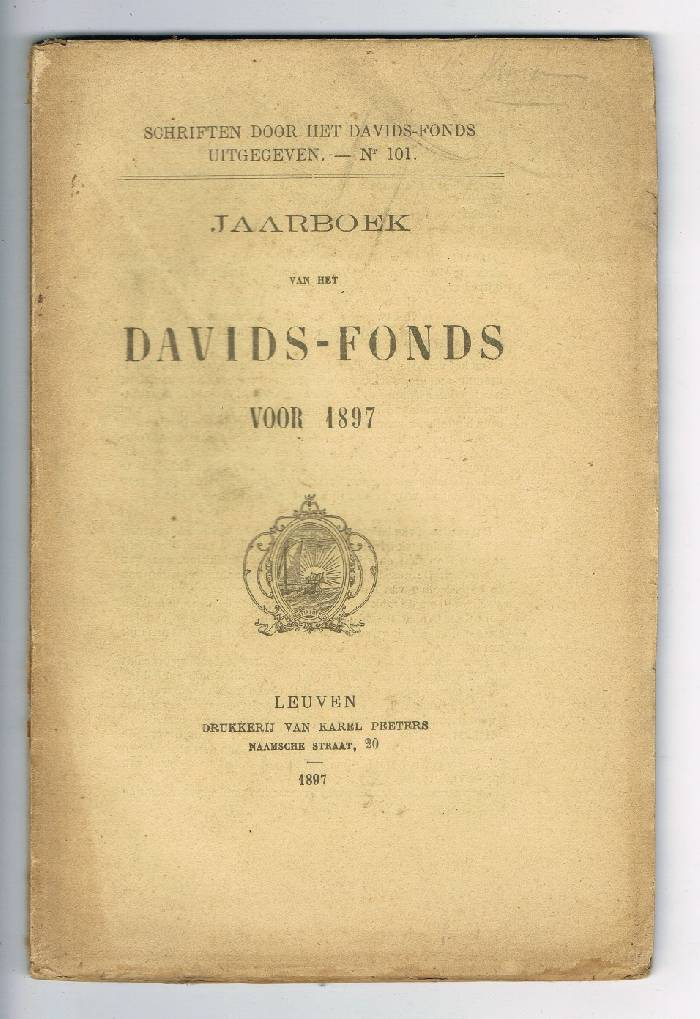

دافيدسفوندز (بالهولنديّة: Davidsfonds) هي منظمة كاثوليكية في فلاندرز، في مملكة بلجيكا والتي تهدف تعزيز الثقافة الفلمنكية في مجالات الأدب والتاريخ والفن.
تأسست المؤسسة في مدينة لوفان ببلجيكا في 15 يناير عام 1875، مع شعار الدين واللغة والناس (بالهولندية: Voor Godsdienst, taal en volk). جنبًا إلى جانب المؤسسات الاشتراكية) والليبرالية، روجت المنظمة للثقافة الفلمنكية، مما أدى إلى شعور متنام بالهوية الفلمنكية.
في القرن العشرين وعلى خلفية تعكس سياسة العزل المجتمعي للطوائف السياسية انقسمت أنشطة المجتمع الفلمنكي، استنادًا إلى العقيدة السياسية. والتي أنفسمت إلى كاثوليكية، واشتراكية، وليبرالية وكان لكل ركيزة أو طائفة مؤسساتها الاجتماعية الخاصة بها كالمدارس، والمستشفيات، والصحف، والإذاعات، والأحزاب السياسية، والنقابات المهنية، والبنوك وحتى المدافن. اعتبارًا من عام 2005، ضمت المنظمة حوالي 60,000 عضو. وتنظم المنظمة أنشطة ثقافية تتخلل نشر المجلات والكتب.